# Charles Guernier
Charles Guernier, född 26 april 1870, död 19 februari 1943, var en fransk politiker.
Guernier var juris professor i Rennes, blev 1906 deputerad för radikala vänstern, samt minister för post, telefon och telegraf i Pierre Lavals regering 1931 och André Tardieus tredje regering februari 1932.